# Semaeopus subrubra
Semaeopus subrubra är en fjärilsart som beskrevs av William James Kaye 1901. Semaeopus subrubra ingår i släktet Semaeopus och familjen mätare. Inga underarter finns listade i Catalogue of Life.